# Heleni Acró
Heleni Acró (llatí: Helenius Acron) va ser un gramàtic romà probablement del segle iii, però l'època de la seva vida és imprecisa.
Va escriure comentaris sobre Horaci, i també, segons alguns crítics, els escolis que es coneixen sobre Persi. Els fragments que queden dels comentaris d'Horaci, encara que molt mutilats, són valuosos, ja que inclouen les observacions dels comentaristes antics,
Un escriptor del mateix nom, o, segurament, el mateix personatge, va escriure també uns comentaris sobre Terenci, que esmenta el gramàtic Carisi.